# Španělská Wikipedie
Španělská Wikipedie je jazyková verze Wikipedie ve španělštině. Byla založena v květnu 2001. V červnu 2024 obsahovala přes 1 960 000 článků a pracovalo pro ni 56 správců. Registrováno bylo přes 7 170 000 uživatelů, což je nejvíce po anglické Wikipedii, která má přes 47 561 000 uživatelů. Přes 14 800 uživatelů bylo aktivních. V počtu článků byla osmá největší Wikipedie.
V roce 2012 provedli 32,7 % editací španělské Wikipedie uživatelé ze Španělska, 13,6 % z Argentiny, 13,4 % z Mexika, 9,3 % z Chile, 7,7 % z Kolumbie, 4,3 % z Peru, 3,3 % Venezuely, 2,5 % z Uruguay, 2 % z USA.
V roce 2019 bylo zobrazeno okolo 12,6 miliardy dotazů. Denní průměr byl 34 402 929 a měsíční 1 046 422 426 dotazů. Nejvíce dotazů bylo zobrazeno v říjnu (1 205 156 020), nejméně v prosinci (863 431 045). Nejvíce dotazů za den přišlo ve středu 13. listopadu (49 209 669), nejméně v 24. prosince (20 174 710).
Nejvíce článků, respektive dotazů, ze španělské Wikipedie je zobrazeno v Mexiku (23,9 %), Španělsku (19,6 %), Argentině (11,7 %), Kolumbii (9,9 %), Peru (5,7 %), Chile (5,6 %) a USA (3,5 %). Naopak na území Španělska uživatelé používají španělskou verzi v 73 % případů a dalšími nejrozšířenějšími jazykovými verzemi jsou zde anglická (16,2 %), katalánská (3,8 %) a německá (1,4 %). Uživatelé ve Španělsku si během měsíce zobrazí asi 275 milionů dotazů, což představuje 1,9 % celkového zobrazení v rámci celé Wikipedie. 
Španělská Wikipedie je nejpoužívanější verzí v Rovníkové Guineji, kde do ní směřuje 95 % dotazů, Bolívii (91,6 %), Kolumbii (90,6 %), Ekvádoru (89,6 %), Dominikánské republice (89 %), Guatemale (88,6 %), Peru (88,5 %), Salvadoru (88,2 %), Mexiku (87,1 %), Nikaragui (85,7 %), Paraguayi (85,7 %), Chile (85,3 %), Argentině (84,8 %), Uruguayi (84,1 %), Venezuele (84 %), Hondurasu (82,3 %), Panamě (81,5 %), na Kubě (80,2 %) a v Kostarice (74,9 %). Je také druhou nejpoužívanější verzí v Irsku (4,2 %).
V samotném Španělsku je i několik verzí Wikipedie v regionálních jazycích, z nichž největší je katalánská a baskická, dále pak galicijská, asturská, aragonská a extremadurská.